# Dihydrogentrioxid
Dihydrogentrioxid (H2O3) ist neben Wasser (H2O) und Wasserstoffperoxid (H2O2) eine weitere Sauerstoffverbindung des Wasserstoffs.
Hergestellt werden kann es durch das Anthrachinon-Verfahren, wobei aber statt normalem Sauerstoff Ozon verwendet wird. Es ist eine instabile Substanz und zerfällt oberhalb von −40 °C. In der Natur kann es als Zwischenprodukt von Reaktionen vorkommen.

## Reaktionen
Wasserstofftrioxid zerfällt spontan in Wassermoleküle H2O und molekularen Sauerstoff O2. In organischen Lösungen beträgt die Halbwertszeit 16 Minuten, bei Anwesenheit von Wasser jedoch nur wenige Millisekunden, da der polare Einfluss die in trans-Stellung liegende Kette der Sauerstoffatome krümmt und so das Proton leicht an das andere Ende wechseln kann.
Studien zeigen, dass Wasserstofftrioxid die bekannte antibakterielle Wirkung des Gemisches aus Ozon und Wasserstoffperoxid bewirkt. Ebenda wird auch vermutet, dass dies durch Immunzellen in biologischen Systemen genutzt wird, wobei die Antikörper den molekularen Sauerstoff erzeugen, womit (bei entsprechender Konzentration) in der Wechselreaktion teilweise Wasserstofftrioxid entsteht. Das Wasserstofftrioxid wirkt dann als hochwirksames Oxidationsmittel.
Im Jahre 2005 konnte Dihydrogentrioxid mittels Spektroskopie molekular beobachtet werden. Dabei wurde gezeigt, dass die Kette in Transkonfiguration mit einer Sauerstoff-Sauerstoff-Bindungslänge von 142,8 Pikometer (Vergleich 146,4 Pikometer Wasserstoffperoxid) vorliegt. Berechnungen der theoretischen Chemie sagen auch längere Oxidketten voraus, eine Klasse von Hydrogenpolyoxiden, die jedoch nur bei sehr tiefen Temperaturen existieren können, beispielsweise im Weltraum.